# Stenostephanus silvaticus
Stenostephanus silvaticus är en akantusväxtart som först beskrevs av Christian Gottfried Daniel Nees von Esenbeck, och fick sitt nu gällande namn av T.F. Daniel. Stenostephanus silvaticus ingår i släktet Stenostephanus och familjen akantusväxter. Inga underarter finns listade i Catalogue of Life.